# Багамдун
Багамдун (араб.) بحمدون, Baḥamdūn) — місто в Лівані, в ваті Алай, близько 23 км на південь від Бейрута, населене християнами. Багамдун складається з двох сіл: Багамдун аль-Магатта і Багамдун ад-Дайя. У вересні 1983 р. під час т. зв. «гірської війни» точилися запеклі бої за Багамдун між християнським і друзьким ополченням. Після захоплення міста друзи вбили кілька сотень мирних жителів і членів партії Сил Лівану.

## Виноски
1. ↑  http://www.baldati.com/networks/community.php?networkid=1016 [Архівовано 2012-07-19 у Archive.is] (араб.)
2. ↑  https://web.archive.org/web/20081219135229/http://www.baldati.com/networks/community.php?networkid=1015 (араб.)
3. ↑  https://web.archive.org/web/20081121090502/http://www.tanbourit.com/lebanon_war.htm (англ.)